# Philip Hobsbaum
Philip Dennis Hobsbaum (Londra, 29 giugno 1932 – Glasgow, 28 giugno 2005) è stato un poeta, critico letterario e insegnante britannico.

## Biografia
Hobsbaum nacque a Londra da una famiglia di ebrei polacchi e crebbe a Bradford, nello Yorkshire. Studiò inglese al Downing College di Cambridge, sotto la guida di F.R. Leavis, che ebbe una notevole influenza su di lui. Sempre a Cambridge sostituì Peter Redgrove alla direzione della rivista letteraria delta. In seguito, tra il 1955 e il 1959, lavorò come insegnante a Londra, per poi trasferirsi all'Università di Sheffield per prendere un PhD studiando con William Empson. Nel 1962 ottenne un incarico accademico alla Queens University di Belfast, per poi trasferirsi nuovamente nel 1966 per accettare un posto all'Università di Glasgow. Nel 1985 diventò professore ordinario e si ritirò dall'università nel 1997; rimase a Glasgow fino alla morte, sopraggiunta nel 2005.

### The Group
Il ruolo principale di Hobsbaum nel mondo letterario fu quello di principale animatore di quello che è conosciuto come The Group (It. Il Gruppo), una serie di laboratori di scrittura che organizzò nelle località dove di volta in volta andò a vivere. Anche se i partecipanti in parte coincidevano con gli appartenenti all'altro movimento detto The Movement, le varie incarnazioni di The Group furono qualcosa di più concreto e si posero obiettivi più pratici e diretti.
Il Gruppo di Cambridge inizialmente si concentrò sulla recitazione orale della poesia, ma ben presto virò la propria attenzione verso la critica pratica, curandosi inoltre di organizzare una rete di supporto reciproco per i poeti. Questo gruppo si trasferì a Londra quando Hobsbaum, nel 1955, si spostò nella capitale inglese, prendendo il nome di The Group e continuando la propria attività fino al 1965, guidato da Edward Lucie-Smith dopo la partenza di Hobsbaum per Sheffield.
A Belfast, tra il 1962 e il 1966, Hobsbaum organizza un nuovo gruppo che si ritrova a discutere con cadenza settimanale e diventa conosciuto con il nome di The Belfast Group; ne fanno parte autori emergenti come John Bond, Seamus Heaney, Michael Longley, Derek Mahon, Stewart Parker e Bernard MacLaverty.
A Glasgow Hobsbaum diventa nuovamente il fulcro di un gruppo di nuovi autori, tra i quali Alasdair Gray, Liz Lochhead, James Kelman, Tom Leonard, Aonghas MacNeacail e Jeff Torrington. Questo gruppo continuò ad incontrarsi fino al 1975 e a differenza dei gruppi precedenti si occupa più di prosa che di poesia. Inoltre Hbsbaum ebbe un ruolo importante, nel 1995, nell'istituzione presso l'Università di Glasgow di un corso di specialità in scrittura creativa che ha avuto molto successo.

## L'opera
Nonostante sia stato anche un poeta, Hobsbaum è noto soprattutto come critico letterario. E anche se uno di quelli che ne scrissero in occasione della sua morte annotò "Notoriamente non era un uomo che avvertisse il pressante bisogno di ingraziarsi gli studenti" fu un insegnante carismatico che si impegnò molto con coloro che mostravano inclinazione per la letteratura. La dedica iniziale di The Book of Prefaces di Alasdair Gray recita "A Philip Hobsbaum poeta, critico e servitore dei servitori dell'arte". Anche Seamus Heaney dedicò a Philip Hobsbaum la poesia Blackberry-Picking (inserita in Death of a Naturalist del 1966).

### Poesia
- A Group Anthology (Oxford UP, 1963), curato insieme a  Edward Lucie-Smith
- The Place's Fault, and other poems (Macmillan, 1964)
- Snapshots (Belfast: Festival Publications, 1967)
- In Retreat and Other Poems (Macmillan, 1966)
- Coming Out Fighting (Macmillan, 1969)
- Women and Animals (Macmillan, 1972)

### Critica e altri scritti di tipo accademico
- Ten Elizabethan Poets (Longmans, 1969), a cura di
- A Theory of Communication (Macmillan, 1970), negli Stati Uniti noto comeTheory of Criticism (Indiana UP, 1970)
- A Reader's Guide To Charles Dickens (Thames and Hudson, 1972)
- Tradition and Experiment in English Poetry (Macmillan, 1979)
- A Reader's Guide to D H Lawrence (Thames and Hudson, 1981)
- Essentials Of Literary Criticism (Thames and Hudson, 1983)
- A Reader's Guide to Robert Lowell (Thames and Hudson, 1988)
- William Wordsworth: Selected Poetry and Prose (Routledge, 1989), a cura di
- Channels of Communication:  Papers from the Conference of Higher Education Teachers of English (Dept Eng Lit, University of Glasgow, 1992), a cura di Hobsbaum, Paddy Lyons e Jim McGhee
- Metre, Rhythm And Verse Form (Routledge, 1996)
- Lemmi per l'Oxford Dictionary of National Biography riguardo Peter Alexander, William Burnaby, Richard Thomas Church, Everard Guilpin, Alfred Noyes, (James) Stewart Parker e William Stewart Rose (2004).

| Controllo di autorità | VIAF (EN) 91907300 · ISNI (EN) 0000 0001 1031 0676 · LCCN (EN) n50034601 · GND (DE) 120376412X · BNE (ES) XX1148160 (data) · BNF (FR) cb12371165h (data) · J9U (EN, HE) 987007305512905171 |